# Kanton Faches-Thumesnil
Kanton Faches-Thumesnil (Frans: Canton de Faches-Thumesnil) is een kanton van het Franse Noorderdepartement. Het kanton maakt deel uit van het arrondissement Rijsel en bestaat uit 12 gemeenten. In 2015 is dit kanton nieuw gevormd uit de voormalige kantons Seclin-Sud (3 gemeenten), Haubourdin (2 gemeenten), Rijsel-Zuidoost (1 gemeente), Seclin-Nord (5 gemeenten) en Villeneuve-d'Ascq-Sud (1 gemeente).

## Gemeenten
Het kanton Faches-Thumesnil omvat de volgende gemeenten:
- Chemy
- Emmerin
- Faches-Thumesnil (hoofdplaats)
- Gondecourt
- Haubourdin
- Herrin
- Houplin-Ancoisne
- Noyelles-lès-Seclin
- Seclin
- Templemars
- Vendeville
- Wattignies